# Сагдуллин, Шарифулла Сагдуллович
Шарифулла Сагдуллович Сагдуллин (тат. Сәгьдуллин; 1930—2001) — советский работник сельского хозяйства, тракторист, Герой Социалистического Труда.

## Биография
Родился 29 июля 1932 года в деревне Угез-Елга Арского района Татарской АССР. Трудиться начал уже в годы Великой Отечественной войны, став кормильцем в семье после гибели отца под Смоленском. Работал в поле колхоза «Шушмабаш», вспахивая и бороня землю на лошади.
После службы в Советской армии вернулся на родину и уже продолжил работу на тракторе. Был первоцелинником — поднимал залежные земли в Кокчетавской области Казахской ССР. В Татарскую АССР вернулся уже опытным механизатором, с 1956 года работал на полях родного совхоза «Северный». С 1967 года Сагдуллин трудился в совхозе «Ватан» Арского района. Занимался общественной деятельностью — был депутатом Верховного Совета Татарской АССР в 1980—1985 годах.
Даже выйдя на заслуженный отдых, Шарифулла Сагдуллович продолжал работу на тракторе. Умер в 2001 году.
Ш. С. Сагдуллин был автором книги «Верность родной земле : [Рассказ механизатора, Героя Соц. Труда совхоза „Северный“ Арского района Татарской АССР]» / Лит. запись Г. Ризванова.

## Награды
- Указом Президиума Верховного Совета СССР в марте 1976 года Шарифулле Сагдулловичу Сагдуллину было присвоено звание Героя Социалистического Труда с вручением ордена Ленина и золотой медали «Серп и Молот» (за проявленную трудовую доблесть в выполнении заданий IX пятилетки (1971—1975 годы) по увеличению производства и продажи государству продуктов земледелия).
- Также был награждён вторым орденом Ленина (1971) и медалями, среди которых «За доблестный труд в Великой Отечественной войне 1941—1945 гг.»